# Anne Rieken
Anne Rieken (geboren 1964 in Bremen) ist eine deutsche Grafikerin, Kinderbuch-Illustratorin und Kinderspiel-Animatorin.

## Leben
Nach ihrem Abitur studierte Rieken zunächst einige Semester Medizin, wechselte dann zum Studium an die Hochschule für Künste Bremen, das sie 1989 mit einem Diplom in Kommunikationsdesign abschloss. Anschließend begann sie ihre Tätigkeit als freischaffende Grafikerin.
Schwerpunktmäßig gestaltet und publiziert Rieken Illustrationen in Kooperation mit Werbeagenturen, Autoren, Verlagen und kirchlichen Einrichtungen. Daneben schuf die Mutter eines Sohnes eigene Kinderbücher sowie Animationen für Interaktive Kinderspiele.

## Werke (Auswahl)
- Wer schnarcht da hinterm Roland?, Schünemann: Bremen 2008, ISBN 978-3-7961-1916-3
- Robby und seine Freunde. Kleine Geschichten und Reime in Bildern, Schünemann: Bremen 2008, ISBN 978-3-7961-1908-8 und ISBN 3-7961-1908-5
- Es wimmelt in der Klosterkammer. Ein Ausflug in die kunterbunte Welt der Sonderbehörde, erzählerisches Wimmelbild-Bilderbuch für Vorschulkinder, herausgegeben von der Klosterkammer Hannover, Bremen: Fachverlag NW im Carl Schünemann Verlag 2017, ISBN 978-3-95606-365-7 und ISBN 3-95606-365-1
- Mein erstes Werder-Buch, Schünemann: Bremen 2015, ISBN 978-3-944552-53-8